# Anka Christołowa
Anka Tomowa Christołowa, później Uzunowa i Tomowa (bułg. Анка Томова Христолова (-Узунова, -Томова); ur. 12 stycznia 1955) – bułgarska siatkarka, medalistka olimpijska.
Uczestniczka turnieju siatkarskiego podczas igrzysk olimpijskich w Moskwie. Wraz z drużyną narodową zdobyła brązowy medal olimpijski; Christołowa zagrała we wszystkich pięciu spotkaniach.